# Ceradz Kościelny
Ceradz Kościelny (prononciation : [ˈt͡sɛrat͡s kɔɕˈt͡ɕɛlnɨ]) est un village polonais de la gmina de Tarnowo Podgórne dans le powiat de Poznań de la voïvodie de Grande-Pologne dans le centre-ouest de la Pologne.
Il se situe à environ 7 kilomètres au sud-ouest de Tarnowo Podgórne (siège de la gmina), 23 kilomètres à l'ouest de Poznań (siège du powiat et capitale régionale).

## Histoire
De 1975 à 1998, le village faisait partie du territoire de la voïvodie de Poznań.

Depuis 1999, Ceradz Kościelny est situé dans la voïvodie de Grande-Pologne.
Le village possède une population de 432 habitants en 2005.